# Homerova dobrá víla
Homerova dobrá víla (v anglickém originále Simpson and Delilah) je 2. díl 2. řady (celkem 15.) amerického animovaného seriálu Simpsonovi. Scénář napsal Jon Vitti a díl režíroval Rich Moore. V USA měl premiéru dne 18. října 1990 na stanici Fox Broadcasting Company a v Česku byl poprvé vysílán 16. dubna 1993 na stanici ČT1.

## Děj
Homer se dozví o novém „zázračném objevu“ proti plešatosti, Dimoxinilu, ale nemůže si dovolit jeho cenu 1000 dolarů. Lenny mu navrhne, aby jej zaplatil ze zdravotního pojištění Springfieldské jaderné elektrárny. Po aplikaci léku se Homer druhý den probudí s plnou hlavou vlasů. Pan Burns prohledává bezpečnostní kamery, aby našel někoho, koho by povýšil na vedoucí pozici. Burns si Homera splete s mladým švihákem s hřívou vlasů a vybere si ho. 
Když má Homer problém najít sekretářku, která není svůdnou mladou ženou, muž jménem Karl Homera přesvědčí, aby ho zaměstnal. Karl se pro Homera brzy ukáže jako nepostradatelný a poradí mu, jak vyměnit laciný polyesterový oblek za dobře padnoucí a že vedoucí pracovník musí působit sebevědomě, ne se hrbit na svém místě. Když zapomene na vlastní výročí svatby, Karl najme muže, aby Marge zazpíval serenádu „You Are So Beautiful“. 
Na schůzi výkonné rady Burns požádá Homera, aby navrhl způsob, jak zvýšit produktivitu pracovníků. Poté, co Homer navrhne, aby bylo v jídelně k dispozici více tatarské omáčky, zlepší se bezpečnost práce a sníží se počet nehod. Když Smithers poznamená, že předchozí nehody byly způsobeny Homerem nebo za ně mohl, Burns správně obviní Smitherse z malicherné žárlivosti. Homer utratí výplatu za vylepšení domu a plánuje dát dětem to, co si vždycky přály, a když se Marge obává, že by si měl šetřit na horší časy, Homer to odmítá s tím, že dobré časy jsou tu napořád. 
Poté, co Homer dostane klíč od ředitelské umývárny, se Smithers zlobí, že se nyní těší Burnsově přízni, zatímco jeho věrné služby jsou zapomenuty. Smithers se dozví, že Homer spáchal pojistný podvod, aby dostal Dimoxinil, a pokusí se ho vyhodit. Karl vezme vinu na sebe a vypisuje šek na 1000 dolarů, aby firmu odškodnil, čímž donutí Smitherse, aby místo toho vyhodil jeho. Homer je nervózní z projevu v továrně a při cestě domů se sám se sebou hádá, že bez Karla to bude těžké a že je na mizině, ale zároveň si říká, že všechno bude v pořádku, protože má plnou hlavu vlasů. 
Homer přistihne Barta, jak používá Dimoxinil při pokusu nechat si narůst vousy, přičemž upustí lahvičku a vylije její obsah. Do druhého dne přijde Homer o všechny vlasy, protože si musel lék neustále aplikovat na hlavu. Před schůzkou se objeví Karl s připraveným projevem, který má pronést, a ujistí Homera, že všechny jeho úspěchy byly způsobeny jeho vůlí a úsilím, nikoliv vlasy. Homer přednese brilantní řeč o japonském umění sebeřízení, ale publikum ho odmítá brát vážně, protože nemá vlasy, a odchází od něj. Burns pohrozí Homerovi vyhazovem, ale přizná, že s ním soucítí, protože také trpí mužskou plešatostí a ví, co tento stav s člověkem udělá. Soucitně Homera degraduje na jeho původní pozici. 
Večer doma Homer řekne Marge, že se bojí, že ho teď bude mít méně ráda, když je zase plešatý, a také podnítí hněv dětí, protože ztráta vedoucího postavení znamená, že si nemůže dovolit lepší životní styl. Marge mu připomene, že jeho práce bezpečnostního inspektora vždy rodinu živila a děti se s tím, že mají méně než jejich kamarádi, vyrovnají. Marge a Homer si v objetí společně zazpívají „You Are So Beautiful“.

## Produkce
Homerův vlasový přípravek Dimoxinil je parodií na podobný přípravek Minoxidil, který autory fascinoval. Autoři se snažili dát Homerovi v každé scéně nový účes poté, co mu narostou vlasy, což začalo jeho dlouhými vlasy, pak se změnilo na malé afro ze 70. let, pak na úzce střižený účes z 50. let a nakonec na pěšinku z 80. let s malým culíkem. Homerův finální vzhled byl inspirován seriálem Miami Vice. Postavu Karla ztvárnil homosexuální herec Harvey Fierstein. Groening měl původně v úmyslu navrhnout Karla tak, aby vypadal jako Fierstein, ten se však proti tomuto nápadu ohradil, protože měl pocit, že „nevypadá tak, jak by gayové měli vypadat“. Fierstein navrhl, aby postava byla „blonďatá, vysoká, nádherná a hubená a dostala krásné místo k životu“.
Na rozdíl od Alberta Brookse, Dustina Hoffmana a Michaela Jacksona, kteří nedovolili používat svá skutečná jména, byl Fierstein jednou z mála prvních hostujících hvězd, které nevadilo být spojována se seriálem a uvítala své jméno v titulcích.
V epizodě se objevuje polibek mezi Homerem a Karlem, k němuž došlo deset let před prvním skutečným polibkem muže s mužem v americké televizi v seriálu Dawsonův svět. V epizodě je naznačeno, že Karl je homosexuál; tvůrce Matt Groening říká, že když se ho lidé den po odvysílání epizody začali ptát: „Je gay?“, jeho odpověď zněla: „Je takový, jakého ho chcete mít.“.
Karl se měl původně vrátit na cameo vystoupení v dílu 14. řady Čtyřprocentní trojka. Ve scénáři byl Homer vyhozen Marge z domu a setkal se s Karlem. Účelem tohoto vystoupení bylo představit homosexuální pár, se kterým měl Homer žít. Fierstein však měl pocit, že „scénář obsahoval spoustu velmi chytrých gay vtipů a prostě tam nebyl ten simpsonovský twist“, a roli odmítl.

## Kulturní odkazy
Anglický název epizody je hříčkou s biblickým příběhem o Samsonovi, izraelském soudci s nadlidskou silou. Veškerou svou sílu ztratil, když mu byly ostříhány dlouhé vlasy, podobně jako se to stane Homerovi, když přijde o zpátky vlasy. V Bibli je Dalila Samsonovou milenkou, která ho zradí tím, že nařídí sluhovi, aby mu ve spánku ostříhal vlasy, a vydá ho filištínským pánům. 
Dimoxinil je zřejmá hříčka s Minoxidilem, který byl v době vzniku této epizody mnohem dražší a nebyl volně prodejný. 
Scéna, v níž Homer běží městem poté, co si nechal upravit vlasy, je odkazem na film Život je krásný. Scéna, ve které Homer dostane klíč od ředitelské umývárny, je odkazem na film Will Success Spoil Rock Hunter?
Když se Homer setká s panem Burnsem v manažerské umývárně, projeví Burns svůj obdiv k německému generálovi druhé světové války Erwinu Rommelovi, když řekne, že předchozí večer sledoval na televizní stanici DuMont dokument o „pouštní lišce“. Burns vykřikne: „To byl muž, který dokázal něco udělat!“. 
Klasická hudba, která zaznívá ve scéně z manažerské umývárny, pochází ze smyčcového kvartetu g moll francouzského skladatele Clauda Debussyho.

## Přijetí
Během druhé řady se Simpsonovi vysílali ve čtvrtek ve 20.00 na stanici Fox, ve stejný čas jako Cosby Show na NBC. Údajná rivalita „Bill vs. Bart“ byla médii silně propagována. První vysílání Homerovy dobré víly mělo rating 16,2 a podíl 25 %, zatímco Cosby Show měla rating 18,5. Z hlediska sledovanosti však zvítězili Simpsonovi s 29,9 miliony diváků. Jedná se o jeden z nejlépe hodnocených dílů Simpsonových. Bart propadá, premiérový díl řady a díl vysílaný týden předtím, měl dle Nielsenu průměrný rating 18,4, 29% podíl na publiku a sledovalo ho asi 33,6 milionu diváků.
Homerova dobrá víla se umístila na 23. místě v žebříčku 25 nejlepších epizod Simpsonových časopisu Entertainment Weekly. Deník Daily Telegraph charakterizoval díl jako jednu z „10 nejlepších televizních epizod Simpsonových“.
Dan Castellaneta, dabér Homera, díl označil za svou nejoblíbenější epizodu seriálu společně s díly Lízin let do nebe a Homer kacířem. Když se Simpsonovi začali v roce 2019 streamovat na Disney+, bývalý scenárista a výkonný producent Simpsonových Bill Oakley díl označil za jednu z nejlepších klasických simpsonovských epizod, které lze na této službě sledovat.
Harvey Fierstein se umístil na druhém místě v žebříčku nejoblíbenějších hostujících hlasů všech dob časopisu TV Guide. Časopis Entertainment Weekly označil Fiersteinovu roli Karla za jednu ze šestnácti nejlepších hostujících rolí v seriálu Simpsonovi. Warren Martyn a Adrian Wood, autoři knihy I Can't Believe It's a Bigger and Better Updated Unofficial Simpsons Guide, Fiersteinův výkon ocenili a uvedli, že epizoda „ožila díky vynikající postavě Karla, které bezpochyby pomohl jedinečný hlasový projev Harveyho Fiersteina“.